# Lembophyllum divulsum var. clandestinum
Lembophyllum divulsum var. clandestinum là một loài Rêu trong họ Meteoriaceae.